# Yūji Funayama
Yūji Funayama (japanisch 船山 祐二 Funayama Yūji; * 19. Januar 1985 in der Präfektur Chiba) ist ein ehemaliger japanischer Fußballspieler.
Yuji Funayama ist der Bruder von Takayuki Funayama.

## Karriere
Funayama erlernte das Fußballspielen in der Jugendmannschaft von Kashiwa Reysol, der Schulmannschaft der Ryutsu Keizai University Kashiwa High School sowie in der Universitätsmannschaft der Ryūtsū-Keizai-Universität. Seinen ersten Vertrag unterschrieb er 2007 bei den Kashima Antlers. Der Verein spielte in der höchsten Liga des Landes, der J1 League. Mit dem Verein wurde er 2007 und 2008 japanischer Meister. Für die Antlers absolvierte er zehn Erstligaspiele. Im Juli 2009 wurde er an den Zweitligisten Cerezo Osaka ausgeliehen. 2009 wurde er mit dem Verein Vizemeister der J2 League. Für den Verein absolvierte er 15 Ligaspiele. 2010 kehrte er zu Kashima Antlers zurück. 2011 wechselte er zum Ligakonkurrenten Montedio Yamagata. Am Ende der Saison 2011 stieg der Verein in die J2 League ab. Für den Verein absolvierte er 46 Ligaspiele. 2013 wechselte er zum Ligakonkurrenten Avispa Fukuoka. Für Avispa stand er 37-mal auf dem Spielfeld. 2014 zog es ihn nach Thailand. Hier unterschrieb er einen Vertrag bei Army United. Der Bangkoker Verein spielte in der ersten Liga, der Thai Premier League. 2016 kehrte er nach Japan zurück und spielte seine letzte Saison bei Tokyo Verdy.

## Erfolge
Kashima Antlers
- J1 League: 2007, 2008, 2009
- Kaiserpokal: 2007, 2010